# طوابع الإيرادات (المملكة المتحدة)
تُشير طوابع الإيرادات في المملكة المتحدة إلى طوابع الإيرادات أو الطوابع المالية المختلفة، سواء كانت لاصقة أو منقوشة مباشرة أو غير ذلك، والتي تم إصدارها واستخدامها في مملكة إنجلترا ومملكة بريطانيا العظمى والمملكة المتحدة لبريطانيا العظمى وأيرلندا والمملكة المتحدة لبريطانيا العظمى وأيرلندا الشمالية، من أواخر القرن السابع عشر حتى يومنا هذا.
تم إصدار أول طابع الدمغة الجمركي (impressed) من قبل مملكة إنجلترا وفقًا لقانون الطوابع لعام 1694. وقد استُخدمت الطوابع الجمركية المدموغة لدفع العديد من الضرائب على مرّ القرون منذ ذلك الحين، ولا تزال قيد الاستخدام.
كانت أول طوابع الإيرادات اللاصقة عبارة عن طوابع ضريبة الشوكولاتة التي أُصدرت في أربعينيات القرن الثامن عشر، ولكن لم تبقَ أي أمثلة منها اليوم. أقدم الطوابع اللاصقة المعروفة والتي لا تزال موجودة حتى الآن كانت تصدر في ثمانينيات القرن الثامن عشر للرسوم الجمركية على القبعات والقفازات والعطور. لذلك فإن طوابع الإيرادات البريطانية سبقت طابع البريد الأول، وهو طابع بيني بلاك، الذي صدر في عام 1840. تم إصدار طوابع الإيرادات المدموغة على السطح -والتي كانت تحمل تصاميم مشابهة للطوابع البريدية- لأول مرة في عام 1853، وفي عام 1855 بدأ إصدار الطوابع اللاصقة المنقوشة.
تم استخدام مجموعة واسعة من طوابع الإيرادات طوال النصف الثاني من القرن التاسع عشر والنصف الأول من القرن العشرين. وشملت هذه التصاميم طوابع المفتاح (key type) القياسية التي تحمل صورة الملك الحاكم، ومواد لاصقة بارزة، وطوابع جمركية مدموغة، وتصميمات أخرى مختلفة لاستخدامات محددة. في معظم الحالات، يتم تثبيت الطوابع على المستندات، ولكن في بعض الحالات مثل ضريبة الأدوية، يتم تثبيت الطابع على المنتج الخاضع للضريبة.
انخفض عدد طوابع الإيرادات المستخدمة بشكل كبير خلال الستينيات، ولكن استمر إصدار الأنواع الرئيسية والطوابع لتراخيص التلفزيون حتى أواخر التسعينيات. الطوابع الضريبية الوحيدة التي لا تزال قيد الاستخدام هي الطوابع الجمركية المدموغة، بالإضافة إلى ملصقات أو طوابع دفع الضرائب لضريبة الكحول. بالإضافة إلى القضايا الوطنية، أصدرت بعض البلدان المكونة للمملكة المتحدة (أيرلندا، وأيرلندا الشمالية، وإسكتلندا، وأيرلندا الجنوبية) طوابع الإيرادات الخاصة بها بسبب خصوصيات النظام القانوني. كما أصدرت بعض المقاطعات والسلطات المحلية طوابع أيضًا خلال القرنين التاسع عشر والعشرين. لقد أثّر الاستخدام الواسع النطاق لطوابع الإيرادات في المملكة المتحدة على استخدام مثل هذه الطوابع في مستعمراتها.

## طوابع جمركية مدموغة

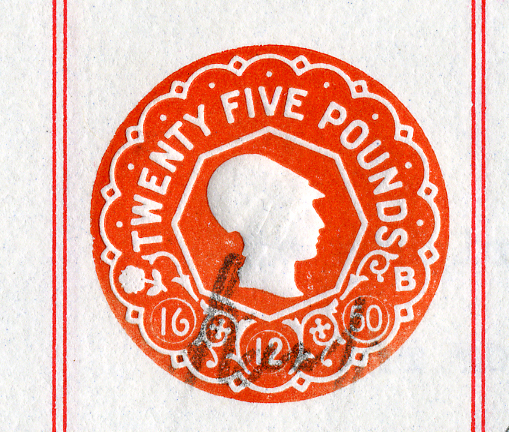
طابع ضريبي مدموغ بقيمة 25 جنيهًا إسترلينيًا مطبوعًا من سند ملكية منزل، عام 1950

كانت طوابع الإيرادات الأولى المستخدمة في المملكة المتحدة عبارة عن طوابع رسوم مدموغة أصدرتها مملكة إنجلترا بعد إدخال ضريبة الدمغة في قانون الطوابع لعام 1694. كان هذا "قانونًا لمنح جلالتيهما عدة ضرائب على ورق الرق (الجلد المدبوغ) والبردي والورق لمدة 10 سنوات، لدعم الحرب ضد فرنسا (5 و 6 ويليام وماري، الفصل 21). وتتراوح الرسوم من بنس واحد إلى عدة شلنات على عدد من الوثائق القانونية المختلفة بما في ذلك وثائق التأمين والوثائق المستخدمة كأدلة في المحاكم. تم جمع حوالي 50 ألف جنيه إسترليني سنويًا، وعلى الرغم من أنه كان في البداية إجراءً مؤقتًا، إلا أنه أثبت نجاحه بحيث استمر استخدامه. وقد أدت القوانين المتعاقبة التي أصدرها البرلمان إلى إنشاء رسوم جمركية جديدة، ولا تزال طوابع الرسوم المدموغة مستخدمة في تحصيل الضرائب، على الرغم من أن الأساليب الإلكترونية أصبحت الآن هي التي تحل محلها. تم استخدام حوالي 10,000 تصميم مختلف من طوابع الرسوم المدموغة منذ القرن السابع عشر، وتوجد هذه الطوابع بقيمة اسمية تصل إلى مليون جنيه إسترليني.

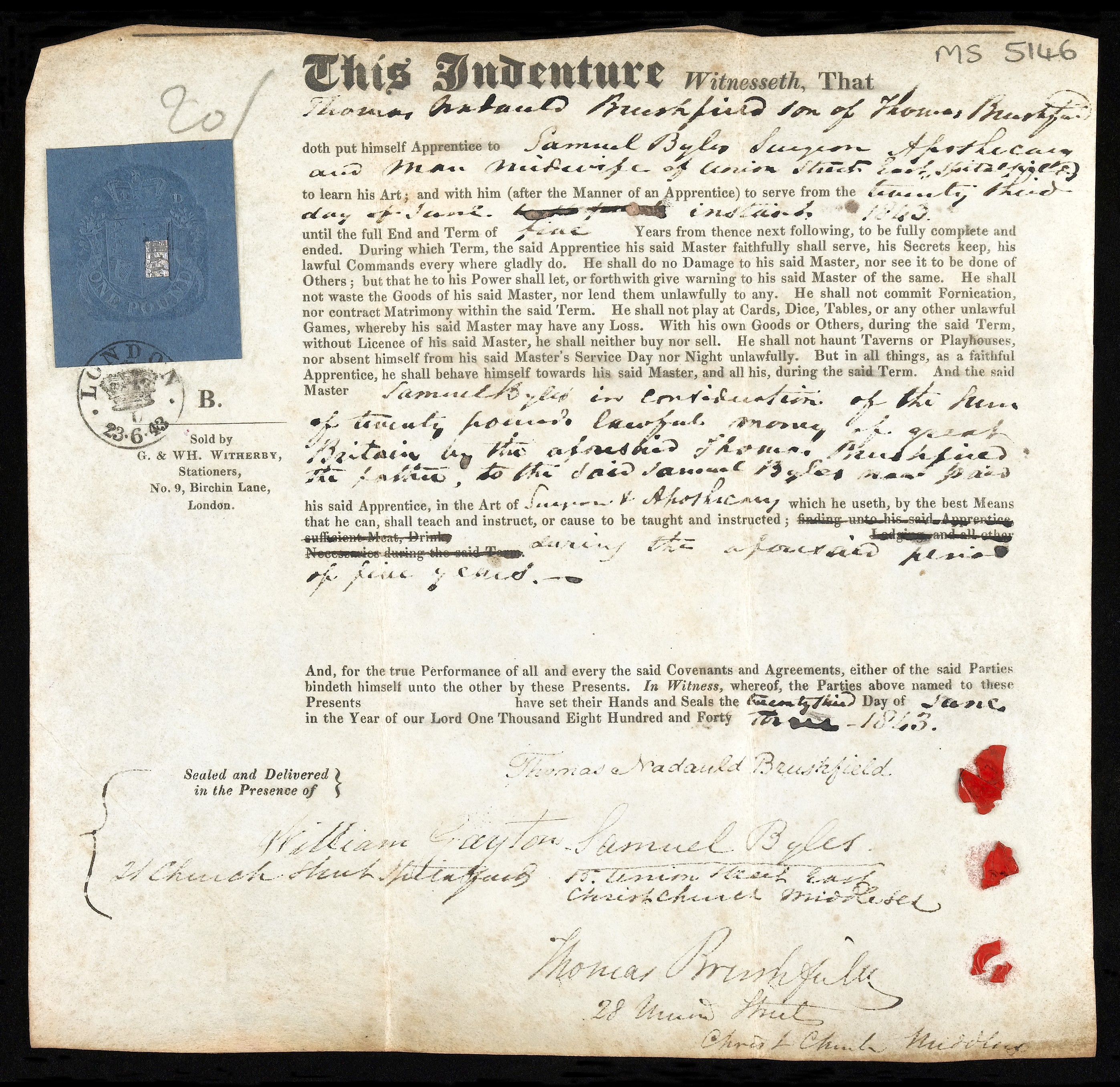
شهادة سند ملكية تحمل طابعًا جمركيًا مدموغاً بقيمة 1 جنيه إسترليني على ورق أزرق، 1843

تم فرض الضريبة من خلال جعل الوثائق غير قابلة للتنفيذ في المحكمة إذا لم يتم ختمها بشكل صحيح. وكانت الضريبة إما مبلغًا ثابتًا لكل وثيقة أو على أساس القيمة حيث كانت الضريبة تختلف وفقًا لقيمة المعاملة الخاضعة للضريبة. تم إصدار الطوابع من قبل مجلس مفوضي الطوابع. وعُيّن موزعون للطوابع في جميع أنحاء البلاد. وفي وقت لاحق، أصبح الشاعر ويليام وردزوورث هو الموزع في واستمورلند. في البداية، كانت الطوابع تتكون من تصميمات عديمة اللون (تعرف أيضًا باسم"albino") منقوشة مباشرة على مستند باستخدام قالب. تم تقديم الحبر الملون في التصميمات البارزة في خمسينيات القرن التاسع عشر؛ وكان ف البداية اللون ورديًا،ثم تم تغييره إلى اللون القرمزي في سبعينيات القرن التاسع عشر. تم استخدام الحبر الأزرق للطوابع المكررة.
في حالة الرق السميك مثل الرق الشفاف الذي لا يسمح بالنقش عليه مباشرة، يتم لصق ورقة على الوثيقة باستخدام الغراء وشريط من القصدير، ويتم تطبيق النقش على هذه الورقة. تم استخدام عدد من الأوراق الملونة المختلفة، بما في ذلك الأحمر والأخضر والبرتقالي المائل للأحمر، وأكثرها شيوعًا الأزرق. وكانت نهايات شريط القصدير في الجزء الخلفي من الوثيقة تُغطى بختم ورقي صغير يحمل الرمز الملكي للملك الحاكم. تم تقديم هذه الطوابع لأول مرة في عام 1701 في عهد الملك ويليام الثالث، واستمر استخدامها حتى عام 1921.
كانت معظم الطوابع المنقوشة عبارة عن طوابع عامة، حيث تم استخدامها لأغراض متعددة. ومع ذلك، كانت هناك في بعض الأحيان إصدارات محددة مخصصة لضرائب أو رسوم معينة. ومن الأمثلة على ذلك: (BILL OR NOTE) و(ROYAL COURTS OF JUSTICE).

## طوابع الإيرادات اللاصقة

### المواد اللاصقة المنقوشة

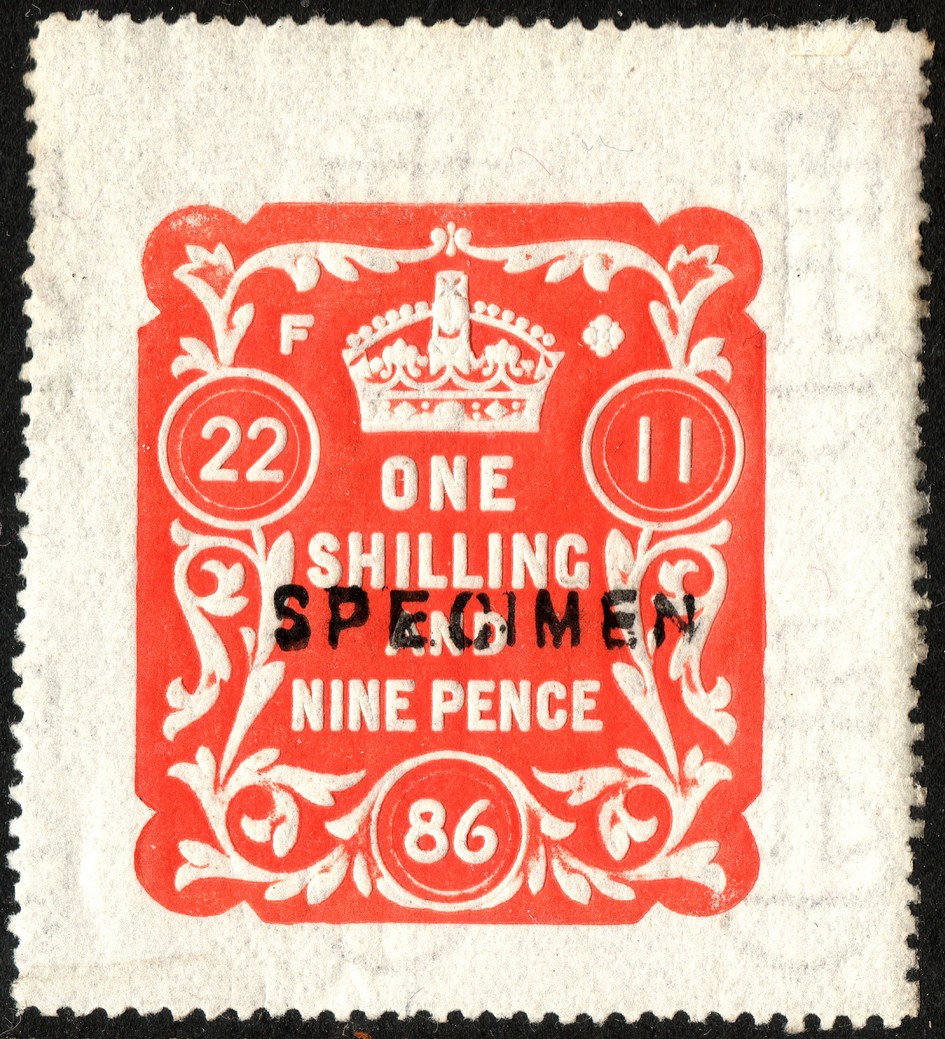
طابع لاصق منقوش للاستخدام العام بقيمة 1 شلن و9 بنسات، يعود إلى سنة 1886.

بحلول منتصف القرن التاسع عشر، أصبح استخدام طوابع الرسوم المدموغة واسع النطاق، ولأغراض التسهيل بدأت الطوابع تُنقش على أوراق مصمغة، ثم تُقطع وتُلصق لاحقًا على الوثائق. تم إصدار أول طوابع إيرادات لاصقة للاستخدام العام في عام 1855. كانت الإصدارات الأولى غير مثقبة، لكن بدءًا من عام 1870 أصبحت الطوابع مثقبة. كانت الطوابع في البداية باللون الوردي، لكن تم تغيير اللون إلى الأحمر القرمزي في عام 1875، وإلى الأزرق حوالي عام 1887. استمر استخدام الطوابع اللاصقة العامة حتى العقود الأولى من القرن العشرين. غالبًا ما كانت تُستخدم قوالب النقش فوق الطوابع، والتي تشبه الطوابع المدموغة، كإلغاءات على الطوابع اللاصقة العامة المنقوشة.

بالإضافة إلى إيرادات الرسوم العامة، كانت هناك أيضًا بعض الإيرادات المنقوشة التي صدرت لضرائب محددة. في بعض الأحيان كان يتم النقش على ورق مطبوع عليه بالفعل نقوش تشير إلى الاستخدام المقصود، مثل (CUSTOMS) و(LAND REGISTRY). كانت هناك أيضًا تصميمات محددة للطوابع المنقوشة لاستخدام معين، ومن الأمثلة على ذلك (CHANCERY FEE FUND) و(CONSULAR SERVICE).

### طوابع الإيصالات والحوالات وضرائب الدخل

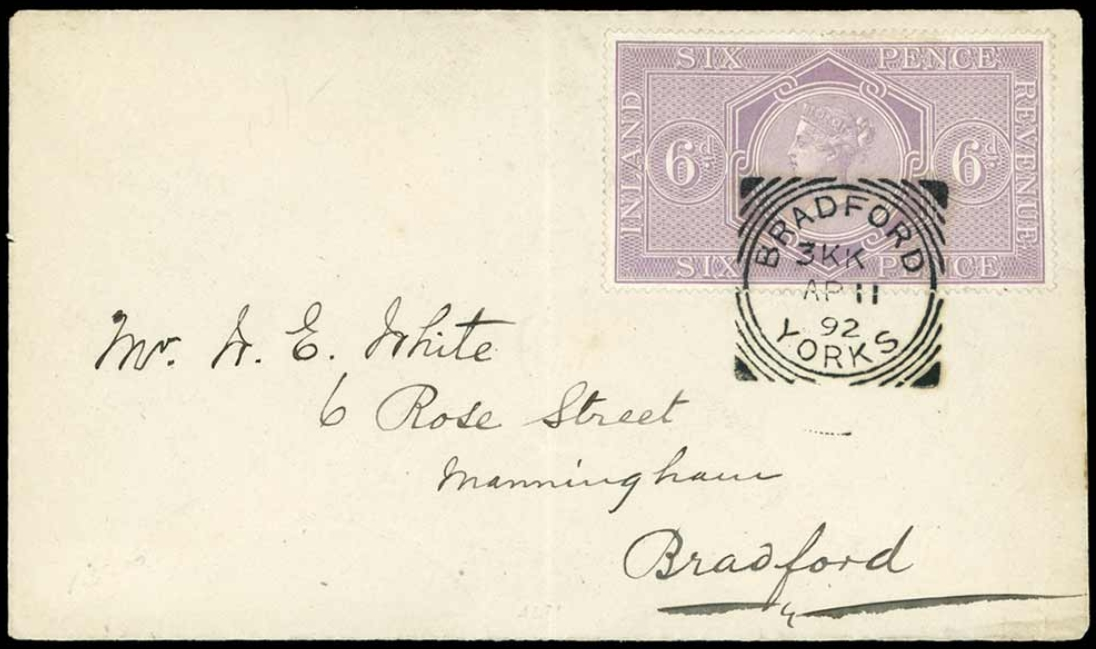
طابع ضرائب داخلي بقيمة 6 بنسات تم استخدامه في عام 1892

في عام 1853، تم إصدار طابعين بقيمة 1 بنس يحملان تصميمات تصور الملكة فيكتوريا ونقش عليها (RECEIPT) و(DRAFT). تم طباعة هذه الطوابع بطريقة الطباعة السطحية بواسطة شركة (De La Rue)، ويشبه تصميمها تصميم طوابع البريد، لذلك يعتبرها العديد من هواة جمع الطوابع أول طوابع إيرادات لاصقة "حقيقية". في عام 1855، تم إصدار طابع بريدي واحد يحمل نقش (DRAFT PAYABLE ON DEMAND, OR RECEIPT)، ليحل محل الإصدارين المنفصلين.
تم تقديم طوابع الإيرادات الداخلية في عام 1860. في البداية، تم طباعة طابع 1855 مع طابع إضافي يحمل عبارة (INLAND REVENUE)، ولكن تم إصدار مجموعات جديدة من الطوابع في وقت لاحق من ذلك العام. تم إصدار عدد من طوابع الإيرادات الداخلية على مدار العقدين التاليين، بما في ذلك التصاميم المطبوعة بالسطح التي تصور الملكة فيكتوريا، بالإضافة إلى الطوابع اللاصقة المنقوشة مع طباعة سفلية.
فرض قانون الجمارك والإيرادات الداخلية لعام 1881 إصدار طوابع مزدوجة الغرض لكل من البريد والإيرادات. لذلك، تم إصدار عملة (Penny Lilac) في يوليو 1881، مع عبارة (POSTAGE AND INLAND REVENUE)، والتي حلت محل طوابع الضرائب الداخلية القديمة. في عامي 1883 و1884، تم تقديم مجموعة من الطوابع المعروفة باسم (Lilac and Green Issue)، والتي حملت عبارة (POSTAGE & REVENUE). واستمرت الطوابع البريدية التي تحمل هذه العبارة حتى قيمة 2/6، كما استمر إصدار الطوابع ذات الغرض المزدوج حتى عام 1968. يمكن تمييز الطوابع المستخدمة ماليًا بسهولة عن نظيراتها المستخدمة بالبريد نظرًا لأنها كانت عادةً ملغاة بالقلم. وكان من الشائع أيضًا استخدام طابع مسبق الإلغاء التي تحمل أسماء الشركات.
من عام 1904 إلى 1959، تم إصدار مجموعة متنوعة من طوابع الإيرادات الداخلية بقيم تتراوح من 3 /- إلى 10/- بتصاميم من نوع "المفتاح".

### أنواع طوابع المفتاح

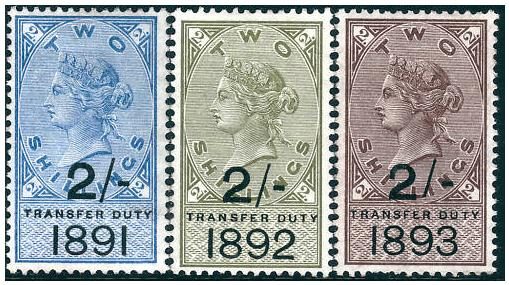
طوابع واجب التحويل بقيمة 2/- بتصميم من نوع "المفتاح"، 1891–1893.

في عام 1872، قامت شركة دو لا رو (De La Rue) بإعداد سلسلة من القوالب القياسية لطوابع الإيرادات. تصور هذه التصميمات الملكة فيكتوريا وكانت تحتوي على لوحة فارغة في الأسفل، والتي يمكن بعد ذلك طباعتها بنقش يشير إلى الغرض الذي تم استخدام الطابع من أجله. لذلك يتم اعتبارها بمثابة طوابع من نوع المفتاح (key type). كان لكل قيمة تصميم مختلف، وكانت قيم البنس والشلن والجنيه الإسترليني تأتي بأحجام مختلفة.
مع اعتلاء الملك إدوارد السابع العرش، تم تقديم مجموعة من التصميمات الجديدة التي تحمل صورة الملك الجديد. تم إعادة استخدام نفس التصميمات الأساسية مع صور الملك جورج الخامس والملك جورج السادس والملكة إليزابيث الثانية، مع إضافة بعض القيم الجديدة على مر السنين. في البداية، كانت شركة دو لا رو مسؤولة عن تصنيع ألواح الطباعة وطباعة الطوابع. في عام 1910، تولى مكتب الطوابع مهمة الطباعة. في البداية، استمر استخدام لوحات دو لا رو الموجودة، حتى تولّت دار السك الملكية مهمة صنع اللوحات في عام 1915. أصبح مكتب جلالة الملك للقرطاسية مسؤولاً عن الطباعة في عام 1934.
في عام 1971، كان لا بد من طباعة طوابع جديدة بسبب التحويل إلى النظام العشري (decimalization)، وتمت طباعة الألواح والطباعة نفسها بواسطة دي لا رو. انخفضت جودة الطباعة بشكل كبير في أواخر السبعينيات، حيث من المحتمل أن تكون عملية الطباعة قد تم تحويلها إلى جهة أخرى. تم تقديم نوع جديد من طوابع المفتاح في حوالي عام 1990، ولكن تم استخدامه فقط في عدد قليل من الطوابع حيث كان قد انخفض بشكل كبير عدد الطوابع الضريبية المستخدمة بحلول ذلك الوقت.
تتضمن أمثلة التخصيصات على الأنواع الرئيسية ما يلي: (BANKRUPTCY) و(CONTRACT NOTE) و(FOREIGN BILL) و(PASSPORT).

### تصاميم أخرى

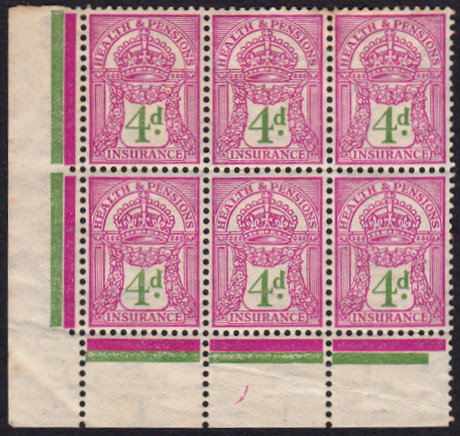
مجموعة من ست طوابع بقيمة 4 بنسات للصحة والمعاشات، سنة 1925.

بالإضافة إلى الطوابع المنقوشة وأنواع المفاتيح، كان لعدد من الرسوم أو الضرائب الأخرى طوابعها الخاصة. تم إصدار العديد من الطوابع في القرن التاسع عشر والتي تصور الملكة فيكتوريا، ومن الأمثلة على ذلك طوابع رسوم محكمة الأميرالية، وطوابع الفواتير الأجنبية المبكرة، وطوابع بوليصة التأمين على الحياة وطوابع رسوم القضايا الزوجية. تشمل الطوابع الأخرى التي كانت لها تصميماتها الخاصة إصدارات خاصة بقسط المعاش التقاعدي ومعاشات الشيخوخة. تم استخدام طوابع الضرائب لدفع الرسوم على الأنشطة الترفيهية من عام 1916 إلى عام 1958، وتم تثبيتها على تذاكر السينما أو الفعاليات.
تم استخدام تصميمات الأرقام الصغيرة للعديد من طوابع المساهمات، مثل تلك الصادرة للتأمين الصحي الوطني (1912-1925)، والتأمين الصحي والمعاشات التقاعدية (1925-1948) والتأمين الوطني (1948-1990). تشمل القضايا الأخرى ذات الصلة التأمين ضد البطالة وطوابع التأمين ضد البطالة في الزراعة، والتي حلت محلها إصدارات التأمين الوطني في عام 1948.
أصدرت المملكة المتحدة طوابع ترخيص التلفزيون منذ عام 1972 حتى تم سحبها في عام 1998. كما تم إصدار طوابع ترخيص (CB radio) بين عامي 1981 وتسعينيات القرن العشرين.

### الطوابع المرفقة بالشيء الخاضع للضريبة

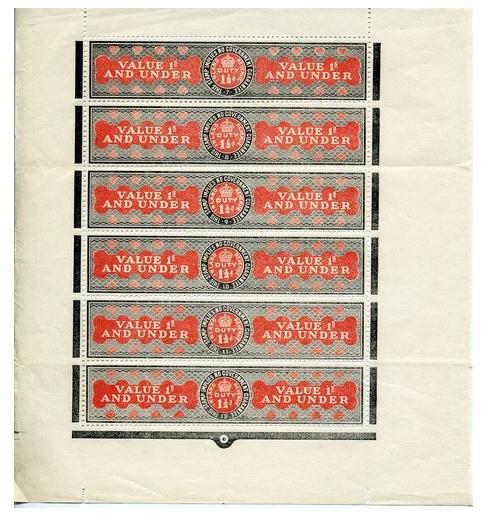
ورقة من طوابع ضريبة الأدوية بقيمة 1½ بنس، 1904-1915

تم إصدار طوابع الرسوم كانت تُلصق مباشرة على الأشياء التي كانت تخضع للضريبة لأول مرة في القرن الثامن عشر، مما جعلها أول طوابع إيرادات لاصقة يتم إصدارها. لم يكن لديهم عادة أي صمغ يُلصق على العنصر المفروض عليه الضريبة. كانت معظمها تُدمَر عند فتح العبوة. تشمل الإصدارات الأولى وتاريخ الإصدار الأول الطوابع الخاصة بضريبة الشوكولاتة ( ق. 1743)، وضريبة القبعات (1784)، وضريبة القفازات (1785)، وضريبة العطور (1786)، وضريبة الكاكاو (1822). لا يبدو أن هناك طوابع لضريبة الشوكولاتة ما زالت موجودة حتى اليوم.
تم إصدار مجموعة واسعة من الطوابع كبيرة الحجم لدفع ضريبة الأدوية. كانت تُلصق مباشرة على الجرّة أو عبوات الأدوية، وهناك العديد من الأنواع المختلفة، سواء الإصدارات القياسية أو المخصصة مع تحديد العلامة التجارية للشركة المصنعة على الختم. تم تقديم طوابع الرسوم الطبية لأول مرة في عام 1783، وظلت قيد الاستخدام حتى عام 1941. في عام 1915، تم طبع طابعين بريديين يحملان صورة الملك جورج الخامس لدفع رسوم إضافية على الأدوية. تم ذلك بعد مضاعفة معدلات الرسوم، وتم لصق الطوابع على طوابع كبيرة الحجم تحمل القيم الاسمية القديمة.
كما تم إصدار طوابع كبيرة الحجم لدفع الرسوم الجمركية على خلطات تبغ كانفديش وخلائط القهوة من منتصف القرن التاسع عشر إلى منتصف القرن العشرين. ولا تزال طوابع الضريبة المقررة على النبيذ قيد الاستخدام حتى عام 2017، حيث يتم لصقها أو طباعتها على عبوة الكحول.

## أنواع أخرى من طوابع الإيرادات

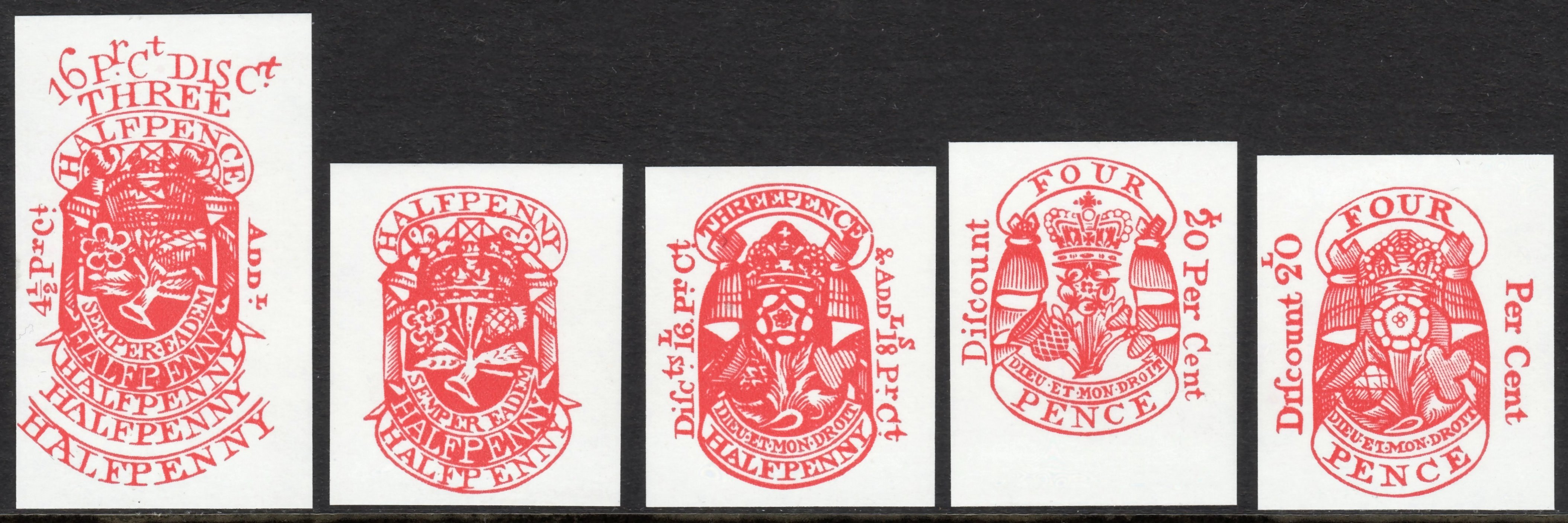
نسخ مقلدة من طوابع ضريبة الصحف من 1785 إلى 1815، والتي تم إنتاجها في عام 1985.

عندما يتم فرض ضريبة على شيء آخر غير المستندات، يتم أحيانًا لصق ملصقات على عبوة الشيء للإشارة إلى أن الضريبة قد تم دفعها (انظر § Stamps affixed onto the taxed object)، ولكن لم يكن هذا هو الحال دائمًا. ففي بعض الأحيان، كان يتم طبع العنصر نفسه أو غلافه بطابع إيرادات، في ما يمكن اعتباره المعادل المالي للقرطاسية البريدية. ومن الأمثلة على ذلك الضرائب على:
- النرد - يجب أن يكون لكل نرد علامة مدموغة بواسطة مثقب معدني
- الصحف – كانت الطوابع تُطبع مباشرة على هامش الورقة
- أوراق اللعب - كان لابد أن تحمل أغلفة مجموعة الأوراق علامات أو نقوشًا ضريبية مدفوعة
- ورق الحائط – تم طباعة الطوابع على ظهر أوراق ورق الحائط

في بعض الأحيان، تُعتبر التذاكر الصادرة لضريبة الخيول في القرن الثامن عشر طوابع إيرادات، وتم تحصيلها على هذا النحو.
كما تم طباعة طوابع الضرائب بشكل مباشر على تذاكر السينما في الفترة من 1916 إلى 1958، وتذاكر الرهان في الفترة من 1926 إلى 1929.

## أيرلندا وإسكتلندا

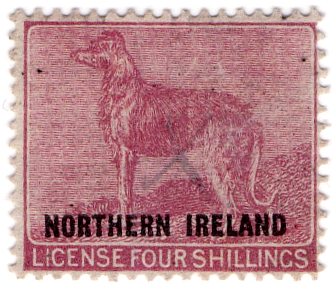
طابع ترخيص الكلاب في أيرلندا الشمالية، 1921

على الرغم من كونها جزءًا من المملكة المتحدة، إلا أن أيرلندا لديها العديد من الفروع الفريدة للنظام القانوني، وهذا استلزم الحاجة إلى بعض طوابع الإيرادات المنفصلة. تم إدخال طوابع الرسوم المدموغة في أيرلندا في عام 1774، في ذلك الوقت عندما كانت مملكة منفصلة ودولة تابعة لبريطانيا. كانت تصاميم معظم الإيرادات الأيرلندية مشابهة جدًا للإصدارات البريطانية (بما في ذلك العديد من طوابع الرسوم المدموغة أو اللاصقة المنقوشة أو من أنواع المفاتيح)، ولكن بعض طوابع الرسوم المدموغة كانت تحمل رموزًا أيرلندية مثل القيثارة. تشمل أمثلة الإيرادات الأيرلندية التي صدرت عندما كانت جزءًا من المملكة المتحدة طوابع محكمة الأميرالية، ومحاكم المقاطعات، ورخص الكلاب، وسجل الأراضي.
عندما تم تقسيم أيرلندا إلى أيرلندا الشمالية وأيرلندا الجنوبية في عام 1921، تم إصدار طوابع إيرادات منفصلة لكلا الكيانين. لم تشهد طوابع أيرلندا الجنوبية استخدامًا كبيرًا لأن هذا الكيان السياسي سرعان ما حل محله الحكومة المؤقتة لأيرلندا، ثم الدولة الأيرلندية الحرة (والتي طبقت كلتاهما طبعة إضافية على طوابع الإيرادات البريطانية والأيرلندية المختلفة). ومع ذلك، استمرت أيرلندا الشمالية في استخدام طوابع الإيرادات المنفصلة حتى ثمانينيات القرن العشرين. تشمل الإيرادات الأيرلندية الشمالية الخدمة المدنية، ورخص الكلاب، والضرائب، وطوابع التأمين الوطني، من بين العديد من الإيرادات الأخرى.
كان هناك وضع مماثل، ولكن بدرجة أقل، في اسكتلندا، حيث كان نظامها القانوني يختلف إلى حد ما عن بقية البلاد. كانت طوابع الإيرادات الوحيدة التي صدرت خصيصًا لاسكتلندا هي طوابع المحاكم القانونية بين عام 1873 وسبعينيات القرن العشرين، وطوابع هيئة التسجيل بين عام 1871 وخمسينيات القرن العشرين.

## قضايا المقاطعة والمدينة
سمح قانون الطوابع المحلية لعام 1869 للسلطات المحلية بإصدار طوابعها الخاصة لجمع غرامات أو رسوم معينة.
في عام 1870، قدّمت مقاطعات غلوسترشير وجزيرة إيلي ونورثامبتونشير تصميمًا مشتركًا يتكون من درع يحمل علم الاتحاد، مع اسم المقاطعة فوقه والقيمة الاسمية للطابع أدناه. تحدد ألوان الطوابع الوظيفة التي سيتم استخدامها من أجلها، وعادة ما تكون رسوم المحكمة المحلية أو الغرامات. بعض الطوابع معروفة أيضًا بأنها مطبوعة فوق بعضها البعض (GAOL) في الحالات التي يتم فيها دفع الغرامات متأخرًا ويتم إرسال الشخص بعد ذلك إلى السجن. تم التوقف عن إصدار طوابع المقاطعة هذه بحلول ثمانينيات القرن التاسع عشر.
أصدرت مدينة لندن واستخدمت طوابع غرفة العدل من عام 1869 إلى حوالي عام 1960، وطوابع محكمة العمدة من عام 1883 إلى حوالي عام 1939. تم إصدار طابع واحد لدفع رسوم استشارة قاعة المدينة في عام 1892، وتم استخدامه حتى عام 1900 تقريبًا. لا تحمل أي من هذه الطوابع اسم المدينة، ولكنها جميعًا تصور شعار النبالة لمدينة لندن.
أصدرت محاكم شرطة تشاتام وشيرنيس عددًا قليلاً من الطوابع من حوالي عام 1870 إلى عام 1897. استخدمت مستشارية لانكشر أنواعًا مختلفة من الطوابع المطبوعة كإيصالات رسوم من عام 1875 إلى عام 1971. أصدرت مدينة ساوثهامبتون ومقاطعة ساوثتون (والتي تشير إلى كل هامبشاير باستثناء ساوثهامبتون نفسها) طوابع رسوم المحكمة والغرامات أو الرسوم على التوالي في عامي 1878 و1880. أصدرت مدينة ونشستر طوابع محكمة العدل في عام 1888 واستخدمتها حتى حوالي عام 1900. أصدرت شيفيلد طوابع قاعة المدينة ودار المحكمة في عام 1891، وظلت قيد الاستخدام حتى حوالي عام 1905. استخدمت مقاطعة هامبشاير الطوابع لرسوم البحث عن رسوم الأراضي بين عامي 1962 و1976.
في عام 1979، قدّمت السلطات المحلية المختلفة تصاميم نوع المفاتيح للمساعدة المنزلية، أو الرعاية المنزلية، أو خدمات الوجبات المتنقلة. هذه ليست طوابع إيرادات لأنها كانت خدمات دعم منزلية اختيارية وليست ضرائب. استخدم مجلس مقاطعة نوتنغهامشير أحد هذه الأنواع لدفع رسوم الإسكان والخدمات الاجتماعية في تسعينيات القرن العشرين.

## ملحقات التاج البريطاني
لا تعتبر محلقات للتاج البريطاني (غيرنزي، وجيرزي، وجزيرة مان) جزءًا رسميًا من المملكة المتحدة، ولكنها ممتلكات تتمتع بالحكم الذاتي تابعة للتاج البريطاني. وبناء ونتيجة لذلك، فقد أصدروا طوابع الإيرادات بشكل منفصل عن المملكة المتحدة. استخدمت جزيرة مان أنواع المفاتيح البريطانية من عام 1889 إلى عام 1966، والطبعات الفوقية على طوابع التأمين الصحي الوطني البريطاني، والتأمين الصحي والمعاشات التقاعدية، والتأمين الوطني من حوالي عام 1920 إلى سبعينيات القرن العشرين. بعد عام 1966، كانت طوابع الإيرادات الخاصة بجزيرة مان، وكذلك الطوابع التي أصدرتها حكومات غيرنسي وجيرسي، تتمتع بتصاميم مختلفة لم تكن مرتبطة بطوابع الإيرادات المستخدمة في المملكة المتحدة. كما أصدرت حكومة ولايات آلدرني ‏ طوابع إيرادات من 1923 حتى 1962. ولا تزال طوابع جيرسي قيد الاستخدام حتى اليوم.
وبعيدًا عن الإصدارات المنفصلة لكل جزيرة، صدرت طوابع عامة لجميع جزر القناة في عام 1973، للدفع المسبق لضريبة القيمة المضافة البريطانية على صناديق الزهور المرسلة بالبريد.

## المُستعمرات

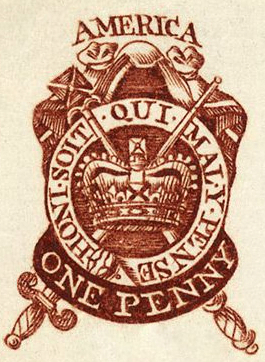
طابع إيرادات صحفي بقيمة 1 بنس لأمريكا البريطانية من عام 1765

اتبعت بعض المستعمرات بريطانيا في استخدام طوابع الرسوم في القرن الثامن عشر. تم استخدام طوابع الإيرادات المنقوشة أو المدموغة مباشرة من قبل مقاطعة خليج ماساتشوستس ومقاطعة نيويورك في الفترة من 1755 إلى 1757، و1757 إلى 1760 على التوالي. أدخل قانون الطوابع لعام 1765 الضرائب المباشرة في مستعمرات أمريكا البريطانية، وبالتالي تم تقديم سلسلة من الطوابع الجمركية المدموغة في هذه المستعمرات. كانت لديهم تصميمات مماثلة للإصدارات البريطانية ولكن مع عبارة (AMERICA)، وكما هو الحال مع الإصدارات البريطانية، يمكن نقش الطوابع مباشرة على مستند أو على قطع من الورق الملون مع ختم في الخلف. بالإضافة إلى الطوابع العامة المدموغة، تم أيضًا إعداد أو إصدار طوابع بارزة لأوراق اللعب وطوابع مطبوعة للتقاويم والصحف أو الكتيبات. بعض هذه الطوابع معروفة فقط كإثباتات ولم تُصدر كطوابع رسمة. أحدث قانون الطوابع اعتراض "لا ضريبة بدون تمثيل"، وكان أحد العوامل الرئيسية التي ساهمت في الثورة الأمريكية.
أصدرت معظم المستعمرات والمحميات والأقاليم البريطانية المختلفة طوابع جمركية مدموغة أو طوابع إيرادات لاصقة (أو كليهما) في بعض الأحيان خلال القرنين التاسع عشر والعشرين. من المُحتمل أن تكون مستعمرة جامايكا قد استخدمت طوابع الرسوم المطبوعة منذ عام 1804، بينما كانت موريشيوس تستخدم الطوابع المطبوعة بالحبر لأغراض الإيرادات في عشرينيات القرن التاسع عشر. من بين المستخدمين الأوائل لطوابع الإيرادات اللاصقة جامايكا، التي أصدرت طوابع إيرادات مطبوعة على السطح في عام 1855، ومستعمرة ناتال، التي أصدرت في نفس الوقت تقريبًا طوابع لاصقة منقوشة مماثلة لتلك المستخدمة في بريطانيا.

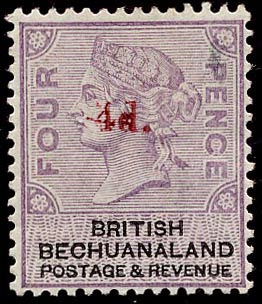
طابع إيرادات بريطاني من فئة 4 بنسات مخصص للاستخدام كطابع بريدي وطابع إيرادات في بيتشوانالاند البريطانية، 1888

تم أيضًا طباعة بعض طوابع الإيرادات البريطانية لاستخدامها في المستعمرات. وقد طُبعت الطوابع الجمركية المدموغة لاستخدامها في قبرص البريطانية. كما تم طباعة الطوابع اللاصقة المنقوشة لاستخدامها في باربادوس، وجزر سليمان البريطانية، وجامايكا، وترينيداد وتوباغو. كما تم طباعة الطوابع البريطانية من نوع المفاتيح لاستخدامها كطوابع بريدية وطوابع إيرادات في بيتشوانالاند البريطانية، وكطوابع إيرادات في قبرص وويهايوي، وكطوابع رسوم المحاكم في الإمارات المتصالحة. كما تم استخدام انواع المفاتيح لإنتاج طوابع التلغراف العسكري والبرقيات العسكرية للمملكة المتحدة. كما تم طباعة طوابع البريد والإيرادات البريطانية لاستخدامها كإيرادات في فلسطين الانتدابية.

### المعلومات الكاملة للمراجع
- Barefoot، John (2012). British Commonwealth Revenues (ط. 9). يورك: J. Barefoot Ltd. ISBN:978-0906845721.
- Barefoot، John (2010). United Kingdom Revenues (ط. 5). يورك: J. Barefoot Ltd. ISBN:978-0906845691.
- Rabushka، Alvin (2010). Taxation in Colonial America. Princeton: Princeton University Press. ISBN:9781400828708.
- Russell، David Lee (2000). The American Revolution in the Southern Colonies. McFarland & Company. ISBN:9780786407835.

## روابط خارجية
- GB Revenue Stamp Archive vol. 1, 2, 3 – gallery of various British revenue stamps by I.B RedGuy's Fine Stamps
- Great Britain Revenue Duties from 1694 to the Great Reform of 1853 – exhibit by Chris Harman RDP FRPSL (You have to manually change the page number, i.e., 2.jpg, etc., to view next pages).
- Great Britain Revenue Stamps Printed by Perkins Bacon – exhibit by Frank Walton RDP FRPSL